# Sarah Wescot-Williams
Sarah A. Wescot-Williams (sinh ngày 8 tháng 4 năm 1956)  là lãnh đạo của Đảng Dân chủ Sint Maarten và là Thủ tướng đầu tiên của Sint Maarten. Mặc dù đảng của bà chỉ có thể đảm bảo hai ghế trong cuộc tổng tuyển cử Sint Maarten năm 2010, bà đã được chọn làm Thủ tướng trong thỏa thuận liên minh giữa Nhân dân Thống nhất và Đảng Dân chủ.
Sau sự sụp đổ của nội các Wescot-Williams đầu tiên vào tháng 4 năm 2012, bà lại được chỉ định làm Thủ tướng trong nội các Wescot-Williams thứ hai được lắp đặt vào ngày 21 tháng 5 năm 2012. Vào ngày 19 tháng 12 năm 2014 Wescot-Williams đã được Marcel Gumbs kế nhiệm làm thủ tướng.